# 麓谷街道
麓谷街道，是中华人民共和国湖南省长沙市岳麓区下辖的一个街道。

## 历史沿革
2015年11月19日，东方红镇和麓谷街道成建制合并设立麓谷街道。
2017年9月9日，析出东方红街道。

## 行政区划
麓谷街道下辖以下居委会及村委会：
长庆社区居委会、东塘社区居委会、长丰社区居委会、延农社区居委会、麓景社区居委会、麓源社区居委会、麓泉社区居委会、和馨园社区居委会、锦绣社区、桔苑社区、向阳社区、麓丰社区、尖山湖社区、荷叶坝村委会、华龙村委会、金南村委会。